# Résolution 386 du Conseil de sécurité des Nations unies
 (mars 2025).
Si vous disposez d'ouvrages ou d'articles de référence ou si vous connaissez des sites web de qualité traitant du thème abordé ici, merci de compléter l'article en donnant les références utiles à sa vérifiabilité et en les liant à la section « Notes et références ».
Membres permanents
- Chine
- États-Unis
- France
- Royaume-Uni
- URSS

Membres non permanents
- Bénin
- Guyana
- Italie
- Japon
- Libye
- Pakistan
- Panama
- Roumanie
- Suède
- Tanzanie

Résolution no 385 Résolution no 387
La résolution 386 du Conseil de sécurité des Nations unies, adoptée à l'unanimité le 17 mars 1976, prend note des déclarations faites par le président et le ministre des Affaires étrangères de la République populaire du Mozambique et exprime également sa préoccupation face à la situation créée par les actes provocateurs et agressifs commis par le régime minoritaire illégal en Rhodésie. Le Conseil réaffirme ses travaux antérieurs concernant la Rhodésie, y compris ses résolutions imposant des sanctions à ce pays et note sa gratitude pour la coopération du Mozambique à ce plan. La résolution condamne ensuite les actes agressifs de la Rhodésie, y compris les incursions militaires contre le Mozambique, et souligne le besoin économique urgent et particulier du Mozambique qui découle de la mise en œuvre de la résolution 253.
Le Conseil appelle les États à fournir une aide immédiate au Mozambique et demande que diverses agences des Nations unies, notamment le PNUD, le Programme alimentaire, la Banque mondiale et le FMI, aident le Mozambique. Enfin, la résolution demande au secrétaire général d'organiser les efforts visant à surmonter les difficultés économiques qui frappent le Mozambique en raison de l'application de sanctions économiques contre la Rhodésie.